# Emil Hartwig (Politiker)

Emil Hartwig

Emil Hartwig (* 30. September 1873 in Hagen; † 19. Januar 1943 in Berlin-Lankwitz) war ein deutscher Politiker der DNVP und des CSVD.

## Leben und Wirken
Emil Hartwig entstammte einer evangelischen Familie aus Westfalen. Er besuchte die Volksschule, dann die Nazarethschule in Bethel bei Bielefeld und erlernte anschließend, wie schon sein Vater, das Schneiderhandwerk. Nachdem er bereits die Zuschneideakademie besucht hatte, ließ er sich aus gesundheitlichen Gründen 1901 zum Galvaniseur umschulen und arbeitete in den Jahren 1901 und 1902 als Vernickler in einer Herdfabrik. Danach war er in der Konfektionsindustrie tätig. Im Herbst 1904 wurde Hartwig Arbeitersekretär in Hagen. In dieser Eigenschaft gründete er den Evangelischen Volksverein für Hagen und Umgebung und engagierte sich in den christlichen Gewerkschaften. 1904 nahm er außerdem am ersten sozialen Ausbildungskursus in Berlin teil.
Von 1905 bis 1907 war er Schriftleiter der Zeitung Das Reich in Berlin, danach von 1907 bis 1909 der Goslarer Nachrichten. Daneben amtierte er in den Jahren 1905 bis 1907 als 2. Zentralvorsitzender des Zentralverbandes Christlicher Schneider und Schneiderinnen Deutschlands. Außerdem engagierte er sich werbend und organisierend für den evangelischen Jünglingsverein. In den Jahren 1909 bis 1912 arbeitete er als Parteisekretär der Christlich Sozialen Partei in Bremen und gehörte zeitweise dem Hauptvorstand seiner Partei an. 1912 wurde er Geschäftsführer und Dozent der evangelisch-sozialen Schule in Bethel bei Bielefeld.
Nach dem Ersten Weltkrieg trat Hartwig in die Deutschnationale Volkspartei (DNVP) ein. 1920 wurde er erstmals in den Reichstag gewählt, dem er letztlich bis zum Juli 1932 während fünf aufeinanderfolgender Wahlperioden angehören sollte. Daneben war Hartwig Mitglied des Hauptvorstandes der DNVP, Mitglied im Vorstand der DNVP für den Bezirk Minden-Münster-Lippe, Gemeindeverordneter in Gadderbaum und Vorsitzender des Reichsarbeiterausschusses der DNVP. Ende 1929 verließ Hartwig mit anderen Abgeordneten zusammen die DNVP und schloss sich dem neu gegründeten Christlich-Sozialen Volksdienst an.
Außerhalb der Parteipolitik war Hartwig Geschäftsführer der Vereinigung evangelischer Arbeiter und Gewerkschaftssekretäre und Sekretärinnen Deutschlands, Bezirksleiter des Zentralverbandes Deutscher Eisenbahner, Mitglied im Vorstand des kirchlich-sozialen Bundes Lippe, und Schriftleiter der Evangelisch Sozialen Stimmen und der Mitteilungen für Evangelische Sekretäre und Sekretärinnen sowie Verfasser sozialpolitischer und gewerkschaftlicher Schriften.